# Orocrypsona punctirama
Orocrypsona punctirama är en fjärilsart som beskrevs av László Anthony Gozmány. Orocrypsona punctirama ingår i släktet Orocrypsona och familjen äkta malar. Inga underarter finns listade i Catalogue of Life.